# نورنالوپ، استرالیای غربی
نورنالوپ (به انگلیسی: Nornalup) یک منطقهٔ مسکونی در استرالیا است که در استرالیای غربی واقع شده‌است.